# Campeonato de Apertura de la Segunda División de Chile 1980
El Campeonato de Apertura de la Segunda División de Chile 1980 de la Segunda División de Chile, correspondiente a la temporada 1980.
Su organización estuvo a cargo de la Asociación Central de Fútbol (ACF) y contó con la participación de 20 equipos.
El campeón fue San Luis de Quillota, que, por un marcador 2 - 1 ante Rangers de Talca en la final, se adjudicó su primer título del Campeonato de Apertura de la Segunda División de Chile.

## Equipos participantes
| Equipo                                                                           | Ciudad                      |
| -------------------------------------------------------------------------------- | --------------------------- |
| Curicó Unido                                                                     | Curicó                      |
| Archivo:600px 600px bisection vertical White HEX-0033CC.svg Deportes Antofagasta | Antofagasta                 |
| Deportes Arica                                                                   | Arica                       |
| Deportes Colchagua                                                               | San Fernando                |
| Deportes La Serena                                                               | La Serena                   |
| Deportes Linares                                                                 | Linares                     |
| Deportes Ovalle                                                                  | Ovalle                      |
| Talagante Ferro                                                                  | Talagante                   |
| Huachipato                                                                       | Talcahuano                  |
| Iberia                                                                           | Los Ángeles                 |
| Independiente                                                                    | Cauquenes                   |
| Malleco Unido                                                                    | Angol                       |
| Ñublense                                                                         | Chillán                     |
| Rangers                                                                          | Talca                       |
| San Antonio Unido                                                                | San Antonio                 |
| San Luis                                                                         | Quillota                    |
| Santiago Morning                                                                 | Recoleta, Santiago de Chile |
| Trasandino                                                                       | Los Andes                   |
| Unión La Calera                                                                  | La Calera                   |
| Unión San Felipe                                                                 | San Felipe                  |

## Primera Fase
Los 20 equipos se dividieron en cuatro grupos de 5 equipos, debiendo jugar todos contra todos en dos ruedas. Los dos primeros de cada grupo clasificaron a los cuartos de final.

### Grupo 1
| Pos | Equipo               | PJ | PG | PE | PP | GF | GC | Dif | Pts |
| --- | -------------------- | -- | -- | -- | -- | -- | -- | --- | --- |
| 1   | Deportes Arica       | 8  | 5  | 0  | 3  | 16 | 8  | +8  | 10  |
| 2   | Deportes La Serena   | 8  | 4  | 1  | 3  | 14 | 12 | +2  | 10  |
| 3   | Deportes Antofagasta | 8  | 2  | 2  | 4  | 11 | 13 | -2  | 7   |
| 4   | Deportes Ovalle      | 8  | 2  | 3  | 3  | 9  | 13 | -4  | 7   |
| 5   | Santiago Morning     | 8  | 3  | 2  | 3  | 11 | 15 | -4  | 7   |

### Grupo 2
| Pos | Equipo               | PJ | PG | PE | PP | GF | GC | Dif | Pts |
| --- | -------------------- | -- | -- | -- | -- | -- | -- | --- | --- |
| 1   | Unión San Felipe     | 8  | 4  | 1  | 3  | 19 | 13 | +6  | 11  |
| 2   | San Luis de Quillota | 8  | 5  | 1  | 2  | 16 | 11 | +5  | 11  |
| 3   | Unión La Calera      | 8  | 4  | 2  | 2  | 16 | 11 | +5  | 10  |
| 4   | Trasandino           | 8  | 2  | 1  | 5  | 11 | 22 | -11 | 5   |
| 5   | San Antonio Unido    | 8  | 2  | 1  | 5  | 5  | 10 | -5  | 4   |

### Grupo 3
| Pos | Equipo             | PJ | PG | PE | PP | GF | GC | Dif | Pts |
| --- | ------------------ | -- | -- | -- | -- | -- | -- | --- | --- |
| 1   | Rangers            | 8  | 4  | 3  | 1  | 16 | 7  | +9  | 12  |
| 2   | Curicó Unido       | 8  | 2  | 5  | 1  | 10 | 9  | +1  | 7   |
| 3   | Talagante Ferro    | 8  | 1  | 5  | 2  | 11 | 13 | -2  | 7   |
| 4   | Deportes Linares   | 8  | 2  | 3  | 3  | 6  | 7  | -11 | 6   |
| 5   | Deportes Colchagua | 8  | 1  | 4  | 3  | 12 | 19 | -7  | 6   |

### Grupo 4
| Pos | Equipo        | PJ | PG | PE | PP | GF | GC | Dif | Pts |
| --- | ------------- | -- | -- | -- | -- | -- | -- | --- | --- |
| 1   | Malleco Unido | 8  | 6  | 1  | 1  | 10 | 5  | +5  | 15  |
| 2   | Huachipato    | 8  | 5  | 1  | 2  | 19 | 9  | +10 | 13  |
| 3   | Iberia        | 8  | 1  | 2  | 5  | 6  | 11 | -5  | 4   |
| 4   | Independiente | 8  | 1  | 3  | 4  | 5  | 9  | -4  | 3   |
| 5   | Ñublense      | 8  | 2  | 3  | 3  | 6  | 12 | -6  | 3   |

## Cuartos de final
|  | Malleco Unido | 1:0 | Rangers |  |  |

|  | Rangers | 3:2-1-0 | Malleco Unido |  |  |

- Rangers ganó en el alargue.

|  | Curicó Unido | 0:1 | Huachipato |  |  |

|  | Huachipato | 0(5):2(4) | Curicó Unido |  |  |

- Huachipato clasificó mediante definición a penales.

|  | Deportes La Serena | 2:0 | Unión San Felipe |  |  |

|  | Unión San Felipe | 0:1 | Deportes La Serena |  |  |

- La Serena ganó 3-0 en el marcador global.

|  | San Luis de Quillota | 4:0 | Deportes Arica |  |  |

|  | Deportes Arica | 1:2 | San Luis de Quillota |  |  |

- San Luis ganó 6-1 en el marcador global.

## Semifinales
|  | Rangers | 3:1 | Huachipato |  |  |

|  | Deportes La Serena | 0:2 | San Luis de Quillota |  |  |

## Final
|       | POR   | Carlos Sandoval   |   |
|       | DEF   | Salazar           |   |
|       | DEF   | Figueroa          |   |
|       | DEF   | Jorge Muñoz       |   |
|       | DEF   | Moisés Berenguela |   |
|       | MED   | Sergio Abayay     |   |
|       | MED   | Patricio Yáñez    |   |
|       | MED   | Freddy Bahamondes |   |
|       | DEL   | Víctor Cabrera    |   |
|       | DEL   | Gómez             | ' |
|       | DEL   | Uruguay Graffigna |   |
| D. T. | D. T. | Álex Veloso       |   |

|       | POR   | Milton Rodríguez      |   |
|       | DEF   | Juan Carlos Hernández |   |
|       | DEF   | Hidalgo               |   |
|       | DEF   | Rodríguez             |   |
|       | DEF   | Ramírez               |   |
|       | MED   | Salazar               |   |
|       | MED   | Hugo Rubio            |   |
|       | MED   | Fernando Osorio       |   |
|       | DEL   | Prieto                |   |
|       | DEL   | Miguel Rojas          | ' |
|       | DEL   | Herrera               | ' |
| D. T. | D. T. | Sasha Mitjaew         |   |

|  | DEL | Martínez | Entró |

|  | DEL | Juan Covarrubias | Entró |
|  | DEL | Santibáñez       | Entró |

| 17' · 72' | Uruguay Graffigna Víctor Cabrera | 1:0 2:1 |

| 52' | Hugo Rubio | 1:1 |

| Principal | Jorge Massardo |

|       | POR   | Carlos Sandoval   |   |
|       | DEF   | Salazar           |   |
|       | DEF   | Figueroa          |   |
|       | DEF   | Jorge Muñoz       |   |
|       | DEF   | Moisés Berenguela |   |
|       | MED   | Sergio Abayay     |   |
|       | MED   | Patricio Yáñez    |   |
|       | MED   | Freddy Bahamondes |   |
|       | DEL   | Víctor Cabrera    |   |
|       | DEL   | Gómez             | ' |
|       | DEL   | Uruguay Graffigna |   |
| D. T. | D. T. | Álex Veloso       |   |

|       | POR   | Milton Rodríguez      |   |
|       | DEF   | Juan Carlos Hernández |   |
|       | DEF   | Hidalgo               |   |
|       | DEF   | Rodríguez             |   |
|       | DEF   | Ramírez               |   |
|       | MED   | Salazar               |   |
|       | MED   | Hugo Rubio            |   |
|       | MED   | Fernando Osorio       |   |
|       | DEL   | Prieto                |   |
|       | DEL   | Miguel Rojas          | ' |
|       | DEL   | Herrera               | ' |
| D. T. | D. T. | Sasha Mitjaew         |   |

|  | DEL | Martínez | Entró |

|  | DEL | Juan Covarrubias | Entró |
|  | DEL | Santibáñez       | Entró |

| 17' · 72' | Uruguay Graffigna Víctor Cabrera | 1:0 2:1 |

| 52' | Hugo Rubio | 1:1 |

| Principal | Jorge Massardo |

|       | POR   | Carlos Sandoval   |   |
|       | DEF   | Salazar           |   |
|       | DEF   | Figueroa          |   |
|       | DEF   | Jorge Muñoz       |   |
|       | DEF   | Moisés Berenguela |   |
|       | MED   | Sergio Abayay     |   |
|       | MED   | Patricio Yáñez    |   |
|       | MED   | Freddy Bahamondes |   |
|       | DEL   | Víctor Cabrera    |   |
|       | DEL   | Gómez             | ' |
|       | DEL   | Uruguay Graffigna |   |
| D. T. | D. T. | Álex Veloso       |   |

|       | POR   | Milton Rodríguez      |   |
|       | DEF   | Juan Carlos Hernández |   |
|       | DEF   | Hidalgo               |   |
|       | DEF   | Rodríguez             |   |
|       | DEF   | Ramírez               |   |
|       | MED   | Salazar               |   |
|       | MED   | Hugo Rubio            |   |
|       | MED   | Fernando Osorio       |   |
|       | DEL   | Prieto                |   |
|       | DEL   | Miguel Rojas          | ' |
|       | DEL   | Herrera               | ' |
| D. T. | D. T. | Sasha Mitjaew         |   |

|  | DEL | Martínez | Entró |

|  | DEL | Juan Covarrubias | Entró |
|  | DEL | Santibáñez       | Entró |

| 17' · 72' | Uruguay Graffigna Víctor Cabrera | 1:0 2:1 |

| 52' | Hugo Rubio | 1:1 |

| Principal | Jorge Massardo |

|       | POR   | Carlos Sandoval   |   |
|       | DEF   | Salazar           |   |
|       | DEF   | Figueroa          |   |
|       | DEF   | Jorge Muñoz       |   |
|       | DEF   | Moisés Berenguela |   |
|       | MED   | Sergio Abayay     |   |
|       | MED   | Patricio Yáñez    |   |
|       | MED   | Freddy Bahamondes |   |
|       | DEL   | Víctor Cabrera    |   |
|       | DEL   | Gómez             | ' |
|       | DEL   | Uruguay Graffigna |   |
| D. T. | D. T. | Álex Veloso       |   |

|       | POR   | Milton Rodríguez      |   |
|       | DEF   | Juan Carlos Hernández |   |
|       | DEF   | Hidalgo               |   |
|       | DEF   | Rodríguez             |   |
|       | DEF   | Ramírez               |   |
|       | MED   | Salazar               |   |
|       | MED   | Hugo Rubio            |   |
|       | MED   | Fernando Osorio       |   |
|       | DEL   | Prieto                |   |
|       | DEL   | Miguel Rojas          | ' |
|       | DEL   | Herrera               | ' |
| D. T. | D. T. | Sasha Mitjaew         |   |

|  | DEL | Martínez | Entró |

|  | DEL | Juan Covarrubias | Entró |
|  | DEL | Santibáñez       | Entró |

| 17' · 72' | Uruguay Graffigna Víctor Cabrera | 1:0 2:1 |

| 52' | Hugo Rubio | 1:1 |

| Principal | Jorge Massardo |

## Campeón
| Chile                          |
| San Luis de Quillota 1º título |